# Wojciech Ziemniak
Wojciech Stanisław Ziemniak (Czempiń; 25 de Março de 1956 — ) é um político da Polónia. Ele foi eleito para a Sejm em 25 de Setembro de 2005 com 13193 votos em 36 no distrito de Kalisz, candidato pelas listas do partido Platforma Obywatelska.